# علم وراثة النياندرتال
أصبحت الدراسات الجينية على الحمض النووي القديم لإنسان النياندرتال ممكنة في أواخر التسعينيات. حيث قدم مشروع جينوم الإنسان البدائي، الذي أنشئ في عام 2006، أول جينوم لإنسان نياندرتال متسلسل بالكامل في عام 2013.
منذ عام 2005، تتراكم الأدلة على وجود خليط كبير من الحمض النووي لإنسان نياندرتال في المجموعات السكانية الحديثة.
يقدر زمن التباعد بين سلالات الإنسان البدائي والحديث بما يتراوح بين 750.000 و 400.000 سنة مضت. تم اقتراح الوقت الأخير من قبل إينديكوت في العام (2010)  وريوكس وآخرون في العام (2014)  حيث تم حساب زمن التوازي الأعمق بشكل ملحوظ، جنبًا إلى جنب مع أحداث الاختلاط المبكر المتكررة، بواسطة Rogers et al. (2017).
يشير تقرير صدر في 3 تموز (يوليو) 2020 إلى أن عامل خطر الإصابة بـ فيروس كورونا المرتبط بالمتلازمة التنفسية الحادة الشديدة النوع 2 موروث من إنسان نياندرتال القديم قبل 60 ألف عام، ويحدث بمعدل 30٪ تقريبًا في جنوب آسيا و 8٪ تقريبًا في أوروبا.

## تسلسل الجينوم
في يوليو 2006، أعلن معهد ماكس بلانك للأنثروبولوجيا التطورية و454 علوم الحياة أنهما سيجريان تسلسلًا لجينوم الإنسان البدائي خلال العامين المقبلين. كان من المأمول أن توسع المقارنة من فهم إنسان نياندرتال، فضلاً عن تطور البشر والأدمغة البشرية.
في عام 2008، ريتشارد إي. جرين وآخرون. من معهد ماكس بلانك للأنثروبولوجيا التطورية في لايبزيغ بألمانيا، نشر التسلسل الكامل للحمض النووي للميتوكوندريا لإنسان نياندرتال (mtDNA) واقترح أن «إنسان نياندرتال كان لديه عدد سكان فعال على المدى الطويل أصغر من البشر المعاصرين.»  في نفس المنشور، كشف Svante Pääbo أنه في العمل السابق في معهد ماكس بلانك، «كان التلوث مشكلة بالفعل»، وأدركوا في النهاية أن 11٪ من عيّنتهم كانت عبارة عن حمض نووي بشري حديث. منذ ذلك الحين، تم إجراء المزيد من أعمال التحضير في مناطق نظيفة وأضيفت «علامات» مكونة من 4 قواعد إلى الحمض النووي بمجرد استخراجه حتى يمكن التعرف على الحمض النووي لإنسان نياندرتال.

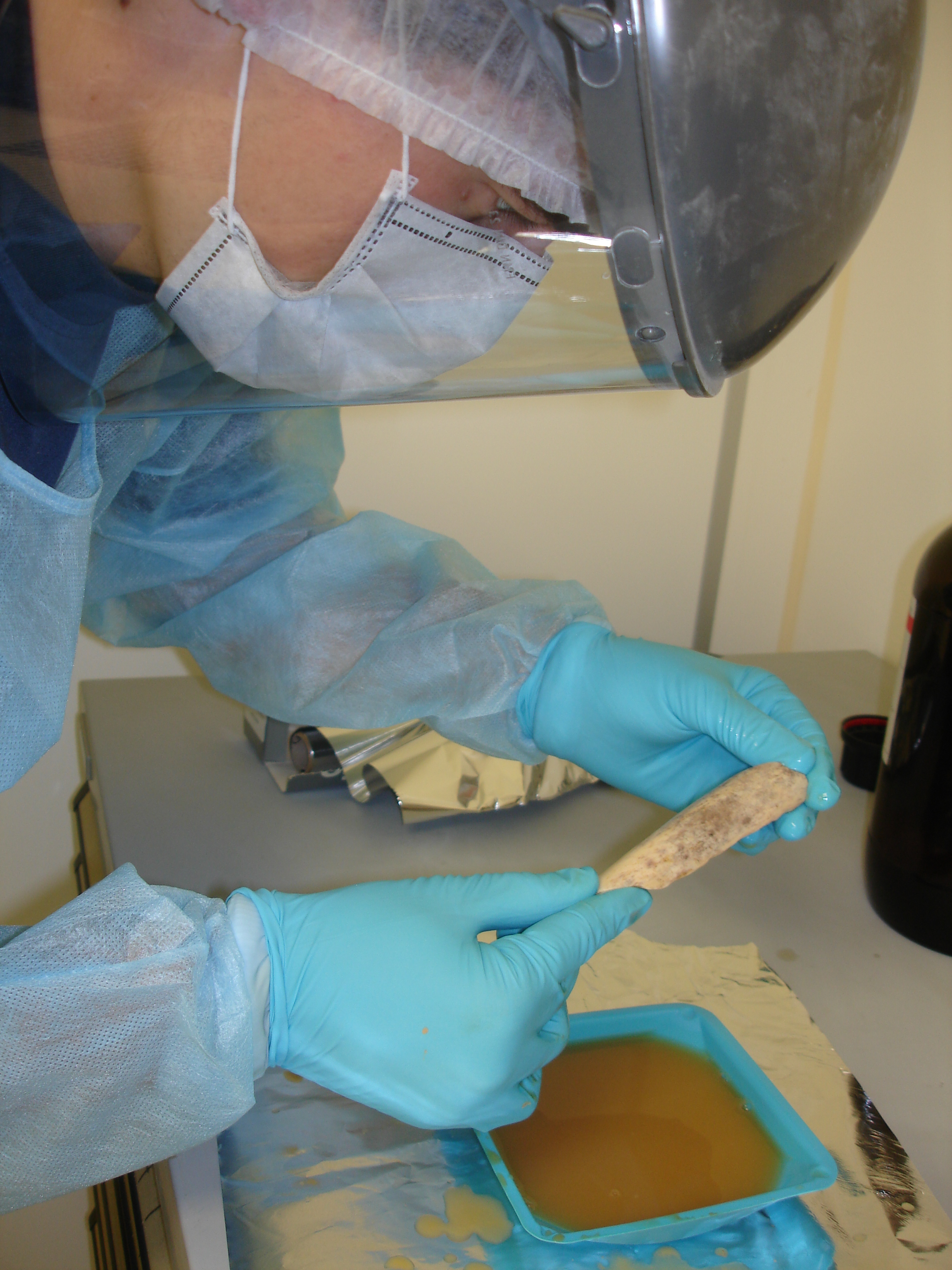
عالم الوراثة في معهد ماكس بلانك للأنثروبولوجيا التطورية يستخرج الحمض النووي القديم (صورة 2005)

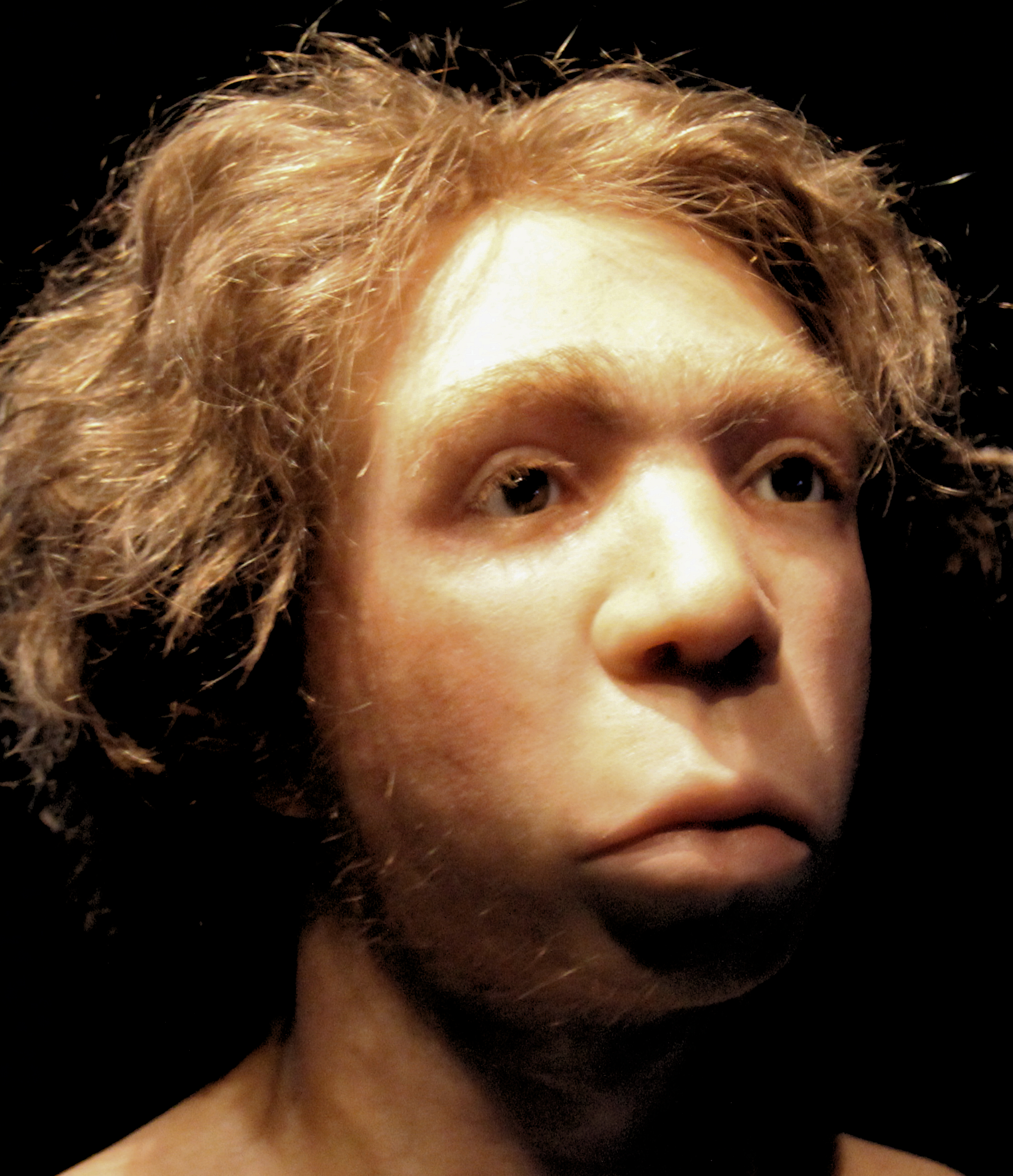
إعادة بناء جمجمة Le Moustier Neanderthal ، متحف Neues في برلين

## علم التخلق
تمت إعادة بناء خرائط مثيلة الحمض النووي الكاملة لأفراد إنسان نياندرتال ودينيسوفان في عام 2014. يكمن النشاط التفاضلي للجينات العنقودية HOX وراء العديد من الاختلافات التشريحية بين إنسان نياندرتال والإنسان الحديث، خاصة فيما يتعلق بمورفولوجيا الأطراف. بشكل عام، يمتلك إنسان نياندرتال أطرافًا أقصر ذات عظام منحنية.

## أنظر أيضا
- علم الوراثة التطوري البشري
- التطور البشري الحديث
- نموذج التراكم لأصول إنسان نياندرتال